# Les Enfants de Don Quichotte
 (avril 2021).

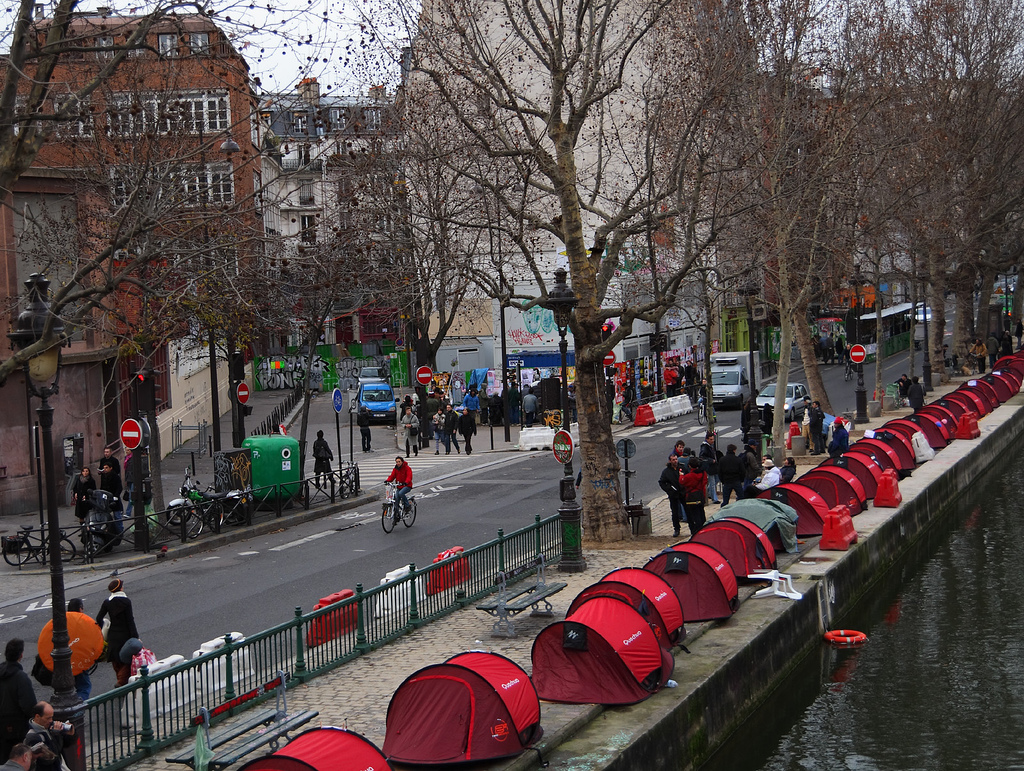
Tentes des Enfants de Don Quichotte au bord du Canal Saint-Martin, à Paris.

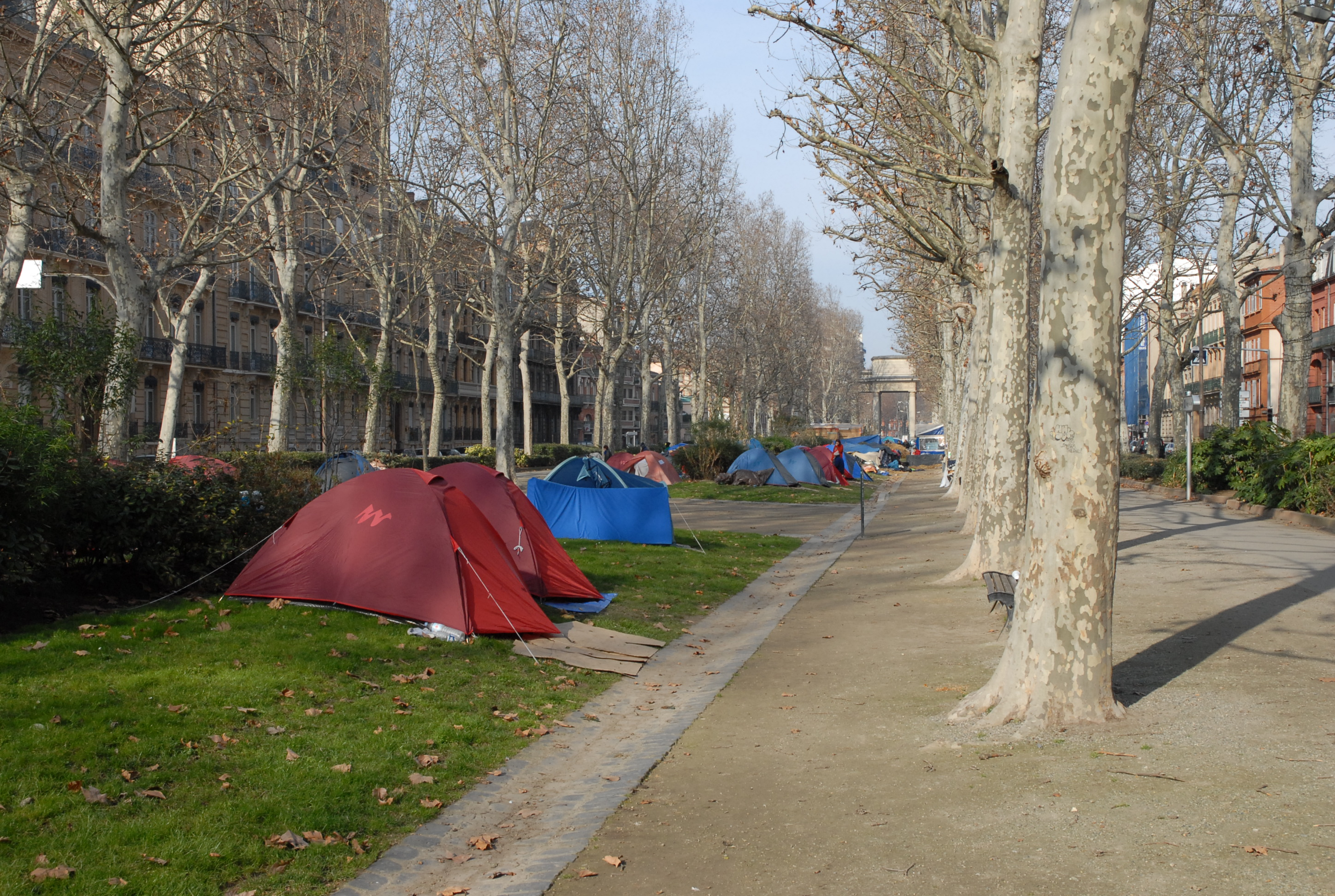
Tentes installées par les Enfants de Don Quichotte à Toulouse, France (février 2007).

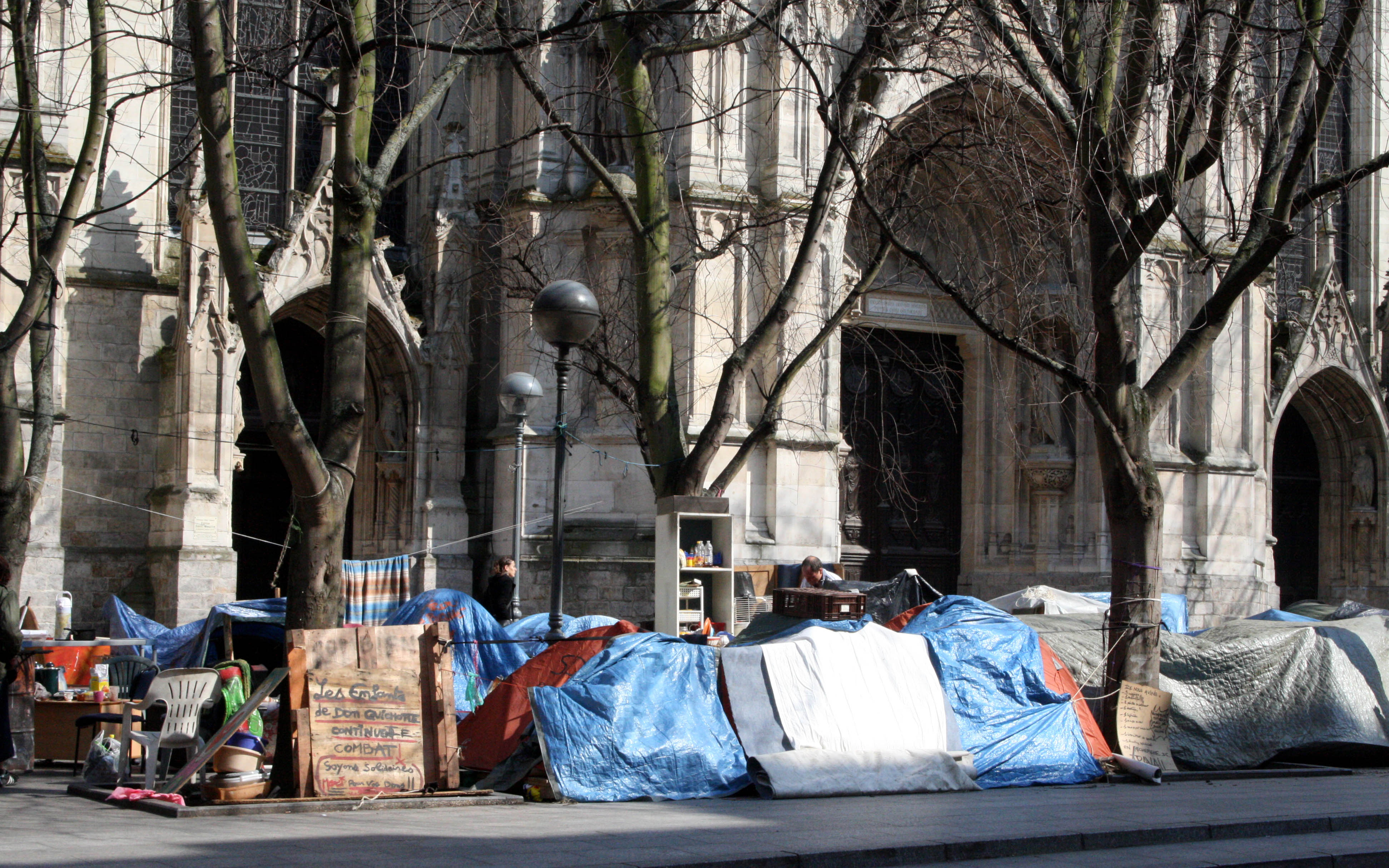
Tentes installées par les Enfants de Don Quichotte à Lille, France (mars 2007).

Les Enfants de Don Quichotte est une association française présidée par Jean-Baptiste Legrand, créée le 16 novembre 2006 à l'initiative d'Augustin Legrand, Pascal Oumakhlouf et Ronan Dénécé. Son siège social est à Chécy (Loiret). 
L'intention de ses créateurs est de « soutenir et défendre toute opération tendant à prévenir ou lutter contre les faits de nature à affecter et compromettre le bien-être social et humain ».
De la première occupation du canal Saint Martin, naîtra une association nommée Les Enfants du Canal qui gère actuellement plusieurs centres d'hébergement à Paris. Ses membres fondateurs sont Armelle Legrand (la mère de Jean-Baptiste) la trésorière, Jacques Bérès son président (cofondateur de Médecins sans frontières), Roseline Ducrocq secrétaire, Éric Hensperger vice-président, après plus de dix ans à la tête de l'association, ils ont démissionné collectivement pour faire place à la relève en 2020. Son premier directeur fut Christophe Louis qui a quitté l'association également  en 2020 . Cette association créera ensuite Les Romcivics, un  projet qui consiste à faire travailler - en service civique - des jeunes issus de la communauté Rom.

## L’action de l’hiver 2006-2007
L’association déclare avoir pour objectif de porter à la connaissance générale les conditions de vie (précarité du logement, de travail, de soins, instabilités psychiques et physiologiques,…) des sans domicile.
Dans la nuit du 15 au 16 décembre 2006, elle installe un village de quelque 200 tentes sur les berges du canal Saint-Martin à Paris. Par cette action, elle cherche aussi à se faire connaître des milieux associatifs, politiques et médiatiques. L'association crée également un site sur lequel elle met en ligne la "Charte du Canal Saint Martin", signée le 25 décembre 2006.
Début janvier 2007, sur les quais de Jemmapes et de Valmy, plusieurs centaines de SDF et quelques dizaines de volontaires (lesquels partagent à des fins de solidarité les conditions des premiers) sont présents. À partir du 2 janvier, d'autres campements se forment en France comme à Nantes, Lille, Grenoble, Toulouse et Bordeaux. Créé le 6 janvier, le campement de Strasbourg devient le deuxième de France avec 70 tentes.
Les Enfants de Don Quichotte reçoivent alors le soutien de nombreuses personnalités politiques : Bertrand Delanoë, Christine Boutin, François Bayrou ou François Hollande ainsi que de l'acteur Jean Rochefort. Jean-Louis Borloo est alors ministre de l'Emploi, de la Cohésion sociale et du Logement dans le gouvernement Villepin et Catherine Vautrin, ministre déléguée à la Cohésion sociale et à la Parité, est dès lors chargée d'être l'interlocutrice au gouvernement. Les relations avec cette dernière seront en revanche tendues, donnant lieu de sa part à des déclarations critiques restées célèbres pour le mouvement ("poudre aux yeux").
Dans la première semaine de janvier, le gouvernement annonce un projet de loi sur le droit au logement opposable (DALO) entrant dans le cadre nouveau d'un Plan d’Action Renforcé en direction des personnes Sans Abri (PARSA) qui approuve les principes de la Charte du Canal Saint Martin. Augustin Legrand déclare le 8 janvier la levée des campements en annonçant une sortie de crise immédiate. Le 17 janvier 2007, le conseil des ministres examine le projet de loi.
Cependant l'association des Enfants de Don Quichotte, par le biais des responsables locaux du mouvement et en l'absence d'Augustin Legrand qui s'était engagé pour un mois dans un tournage en Afrique du Sud, choisit de ne pas retirer le campement du quai de Jemmapes ni ceux de province. Elle envisage de n'enlever que les tentes des SDF à qui sont proposées des solutions de logement pérenne, acceptées personnellement et correspondant aux attentes de la charte (les solutions de relogement ne peuvent notamment pas être prises à d'autres SDF).
En France, les campements doivent alors affronter plusieurs obstacles à leur bonne tenue et qui sont relatifs aux conditions de la rue, comme la gestion de la violence interne et externe aux campements, l'hygiène, la possibilité d'usage de l'eau ou des sanitaires publics, l'aide médicale, la gestion des réapprovisionnements alimentaires et vestimentaires, la lutte contre le froid… Plusieurs appels seront lancés vers les associations d'entraide (médecin du monde, banque alimentaire…), le public (appel au don et organisation de quêtes communes à proximité des campements), ainsi que les pouvoirs publics (protection de la police, aide des communes pour les accès aux premières nécessités…). Le rapport avec les policiers et agents du renseignement, souvent volontaires dans leur mission, sera généralement très bons, alors que les conflits au cours des actions de police donneront lieu à plusieurs incidents (destruction du portable du représentant de Nice l'amenant en justice, évacuation des campements avec destruction des tentes et maîtrise des militants ou même des enfants, lutte avec les instances locales pour remonter les campements en des lieux plus sûrs ou convenus après les premières évacuations…).
La Fédération nationale des associations d'accueil et de réinsertion sociale, engagée depuis le 15 janvier dans la « sortie de crise », est alors chargée de coordonner au niveau local et national les solutions individuelles de relogement et de suivi social dans un accompagnement prévu pour un an. Une liste par campement des personnes présentes est ainsi établie et transmise à ses antennes locales. La levée individuelle des tentes sera progressive jusqu’au mois de mars et parfois de mai après que plusieurs refus aient été faits par les SDF aux médiateurs de la FNARS (hôtels-meublés le plus souvent : absence d'autres solutions, incohérence du prix avec les ressources de l'usager, contraintes d'horaire et de promiscuité, absence de cuisine et de lieu de rangement, absence de travail social comme le ré-apprentissage du quotidien ou l'envergure du retour à l'emploi, inadaptation dans certains besoins de prises en charge médicosociales, absence de relais, fréquence et rapidité des retours à la rue).
Ainsi les explications des SDF, portées par la médiation des Enfants de Don Quichotte, devaient être entendues pour être prises en compte du mieux possible par les organismes concernés, tout autant que par les médias et l'opinion publique. Cependant, une grande majorité des SDF devra accepter les seules solutions de relogement provisoire en hôtel que les services sociaux avaient à disposition immédiate par des rallonges de budget. La spirale de ce type de dépenses en l'absence d'autre investissement de logement plus rentable sera déplorée par l'association. Parallèlement, quelques formes d'aménagements et d'investissement ont eu lieu localement et de manière pilote comme le renfort ou la création d'équipes de travailleurs sociaux dédiées aux usagés placés en hôtels (avec des axes de travail collectif et individuel reconsidérés) ou encore la création de villages de réadaptation sociale en bungalow ("Villages de L'espoir", projet de Jacques Deroo, moniteur-éducateur et ex SDF) qui donnent enfin des perspectives à la sortie de rue.
La loi no 2007-290 du 5 mars 2007 instituant le droit au logement opposable et portant diverses mesures en faveur de la cohésion sociale est publiée au Journal officiel le 6 mars 2007. Son décret d'application no 2007-1677 entre en vigueur le 28 novembre 2007 et les premiers recours devant la commission de médiation par dépôt de dossier de candidature sont recevables au 1er janvier 2008 pour les catégories de SDF les plus précaires et au 1er janvier 2012 pour tout citoyen ayant un problème caractérisé de logement. Le recours particulier de droit opposable qu'elle permet en justice contre l'État est rendu actif en décembre 2008.
Cette loi est critiquée, notamment par les organisateurs des Enfants de Don Quichotte et certaines personnalités du milieu associatif. Ils lui reprochent notamment de ne pas mettre en place d'outils favorisant la création ou la réquisition de logements, ni l'accompagnement social des bénéficiaires potentiels, et donc qu'elle ne contribuera que marginalement à réduire le nombre de personnes sans domicile fixe ou mal logées.
Christine Boutin succède à Catherine Vautrin le 17 mai 2007 en tant que Ministre de la Ville et du Logement à la suite de la formation du premier gouvernement Fillon. Sa sensibilité pour le mouvement et son engagement pour le droit au logement aurait pu favoriser ses rapports avec Augustin Legrand, mais ce dernier gardera une attitude combattive à l'égard de toute résistance du gouvernement concernant les revendications des associations tournées vers le mal-logement et l'exclusion dont il veut permettre la mise en lumière, l'expression, mais aussi la fédération.

## Hiver 2007-2008
Les 29 et 30 novembre 2007 est organisée une conférence de consensus en présence de Christine Boutin regroupant les principaux représentants de l'action sociale en lien avec la précarité et succédant à 3 forums locaux. Augustin Legrand y confirme ses engagements auprès des associations dans une lutte contre les évidences, les amalgames, les préjugés et la fatalité, ainsi que son devoir de citoyen qu'il veut investir, et fait part de sa volonté de recommencer des actions si nécessaire.

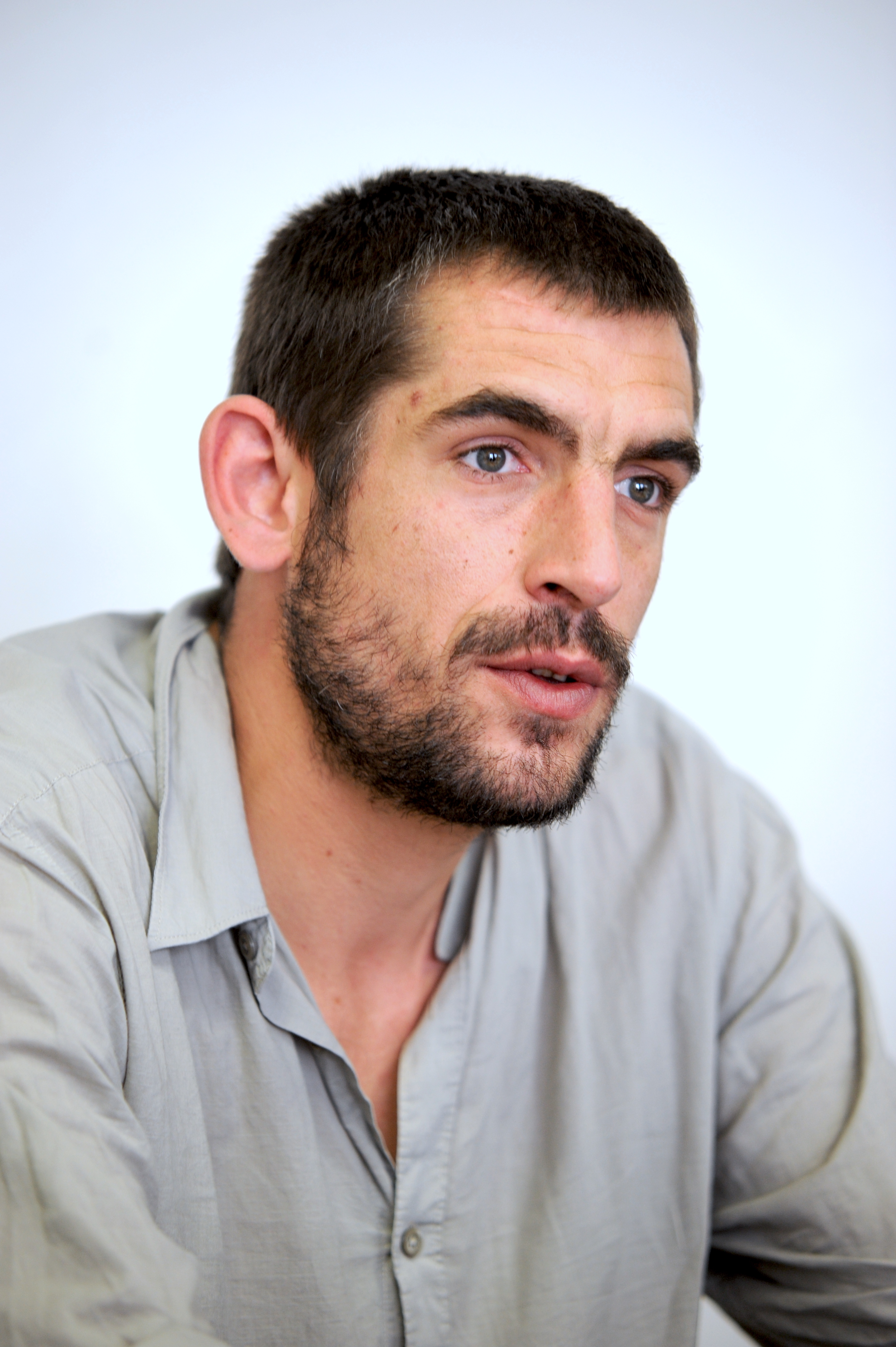
Augustin Legrand, le 13 mai 2009 à Paris.

Le matin du samedi 15 décembre 2007, les Enfants de Don Quichotte, des SDF et des sympathisants tentent, sous la direction d'Augustin Legrand, de s'installer sur les bords de la Seine au niveau de Notre-Dame, mais ils sont repoussés par les forces de l'ordre l'après-midi même et sont obligés d'abandonner leurs tentes. À la suite de cette tentative le premier ministre François Fillon annonce qu'il s'occupera personnellement de cette affaire. Il invite les associations concernées comme les Enfants de Don Quichotte à discuter le jeudi 19 décembre et charge le député Étienne Pinte d'une mission sur l’hébergement d’urgence et l’accès au logement des personnes sans-abri ou mal logées. Ce dernier remettra son rapport le 21 décembre 2007, jugé satisfaisant par les associations qui demandent la mise en œuvre de ses propositions.
Les associations ainsi mises en présence commencent à se fédérer en collectif des associations unies pour une nouvelle politique publique du logement des personnes sans abri et mal logées qui verra concrètement le jour en janvier 2008. Il se donne pour objectif de permettre une action coordonnée, concertée et plus efficace de ses acteurs associatifs - bénévoles ou professionnels - tout en préservant les vocations militantes et plurielles. Il garde pour interlocuteur principal au gouvernement Christine Boutin et Martin Hirsch, Haut commissaire aux solidarités actives contre la pauvreté.
Le samedi 22 décembre 2007, une opération est lancée à Strasbourg « pour que personne ne passe Noël dehors » à l'initiative du représentant local du mouvement, Alexandre Glardon : un campement d'une dizaine de tentes est installé dans la Cathédrale Notre-Dame de Strasbourg vers 10h du matin. Au bout de 4 heures, les Enfants de Don Quichotte se retirent à la suite de l'obtention de l'ouverture de 30 places d'hébergement en structure d'accueil et d'un rendez-vous à Matignon le 28 décembre.
En janvier 2008, à l'occasion des élections municipales, Jean-Marc Restoux, célèbre SDF des Enfants de Don Quichotte et médiateur à leur origine, lance sa campagne électorale dans le 6e arrondissement de Paris avec sa liste : Un Autre Son De Cloche,. Médiatisé à plusieurs reprises et célèbre dans son quartier avant même le mouvement EDQ, il obtient le soutien de plusieurs personnalités dont la chanteuse Lââm, Frédéric Beigbeder, l'éducateur Jacques Deroo qui l'y avait encouragé et Edouardo.
Le mercredi 13 février 2008 est publié en ligne leur documentaire Poudre aux Yeux dont le nom fait référence à la formule de Catherine Vautrin aux origines du mouvement. Il sera volontairement retiré un peu avant la sortie du film en salles (Enfants de Don Quichotte : Acte 1) qui est sa version complétée et remasterisée.

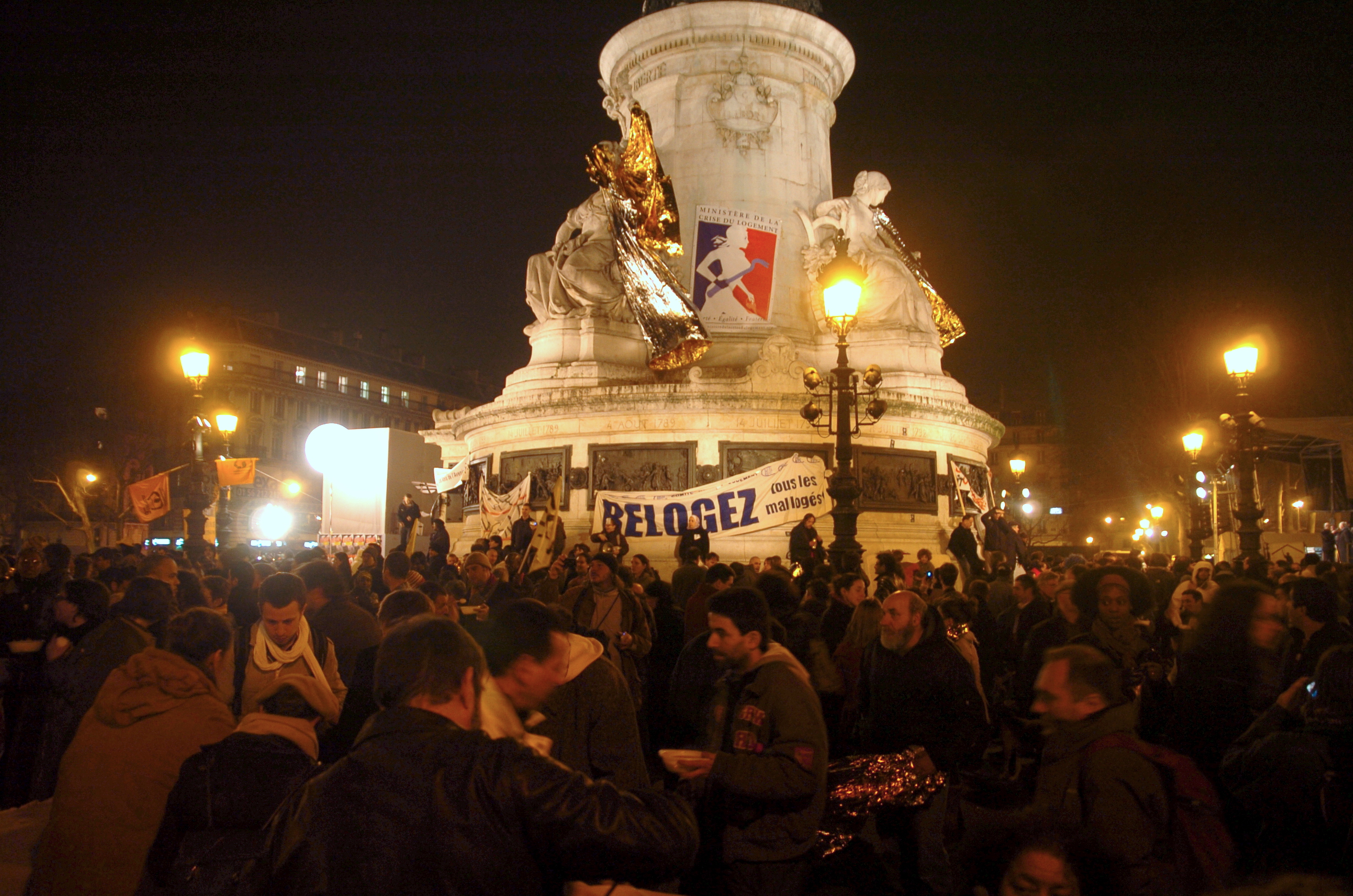
La place de la République à Paris durant la Nuit Solidaire pour le Logement, le 21 février 2008.

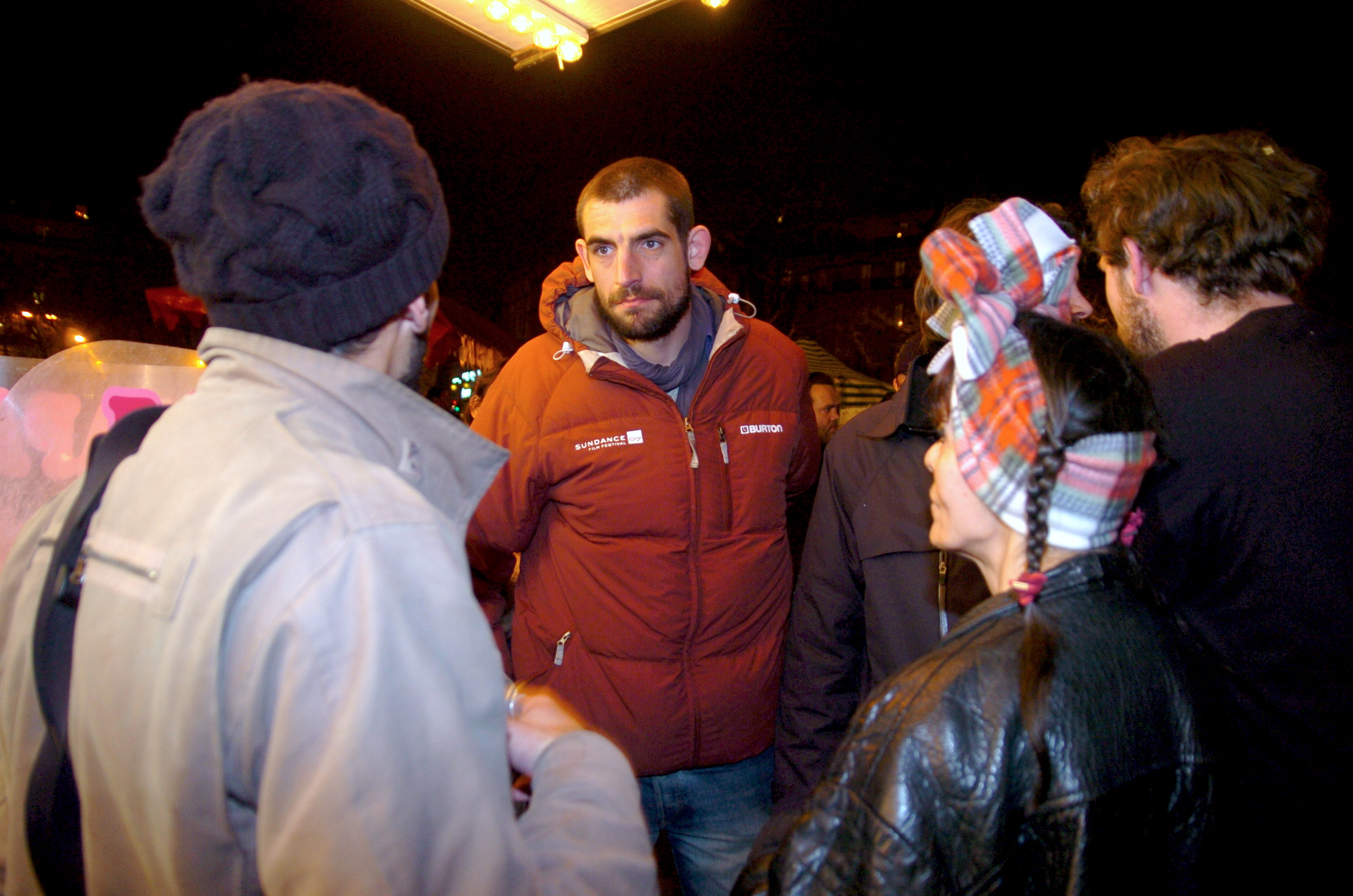
Augustin Legrand, lors de la Nuit Solidaire pour le Logement, le 21 février 2008 à Paris.

Le jeudi 21 février 2008, 28 associations (collectif d'associations-unies), parmi lesquelles les Enfants de Don Quichotte, le Secours catholique, la Fondation Abbé-Pierre, l'association Emmaüs, la fondation Armée du salut et ATD Quart Monde appellent à se réunir  pour une « Nuit Solidaire pour le Logement », Place de la République à Paris, ainsi que sur celle du même nom à Strasbourg. Ce rassemblement, qui avait pour objectif de souligner la crise du logement en France, a réuni plus de 15 000 personnes selon les organisateurs et moins de 1800 selon les forces de police. Cette opération était parrainée par l'acteur et cinéaste Mathieu Kassovitz. Plusieurs personnalités du cinéma, telles que le comédien Jean Rochefort et le réalisateur et producteur Costa-Gavras étaient présentes.
Le préfet Alain Régnier est nommé le même jour délégué général pour la coordination de l’hébergement et de l’accès au logement des personnes sans-abri ou mal logées. Il doit assurer les actions définies par le rapport Pinte, favoriser le travail interministériel, développer le partenariat entre collectivités locales, associations et bailleurs sociaux, ainsi qu'organiser des points réguliers d'évaluation avec les associations.
Le samedi 23 février, les Enfants de Don Quichotte-Strasbourg essayaient de reposer leur tentes quai Sturm à côté de la préfecture mais ne voulant pas d'un nouveau campement visible à l'approche des municipales, la police fut déployée avec pour consigne de ne laisser s'installer aucune tente. Le soir même, un nouveau campement a été autorisé par la ville qui a fourni les sanitaires et l'électricité au Port-du-Rhin dans un lieu moins visible que devant la préfecture.

## Hiver 2008-2009
le 22 octobre 2008, la campagne « Un toit c’est un droit », est lancée par le Secours catholique et la Fondation Abbé-Pierre. Devant les difficultés de la mise en place et les besoins d'information, ils décident de créer le Bus DALO qui doit sillonner la France pour présenter le droit au logement opposable tant aux associations qu'aux citoyens. Cette campagne d'information cherche à faire émerger sur son passage des permanences associatives qui puissent veiller localement aux applications du DALO et guider ou informer les demandeurs. Augustin Legrand y est associé comme personnage emblématique ayant permis ou favorisé ce droit et participe à sa promotion et à ses déplacements, conjointement à ceux de son film.
Le film Enfants de Don Quichotte (Acte 1), issu du documentaire, sort le 26 octobre 2008 en salles de cinéma. Sa diffusion est relativement faible et compta près de 10 séances en France la première semaine. Elle permet de créer à l'issue des projections, des rencontres et des débats (plus d'une centaine en tout) animés par Jean-Baptiste et Augustin Legrand.
À l'arrivée de la date échéance du discours de Nicolas Sarkozy du 18 décembre 2006 (alors en campagne présidentielle et confronté au mouvement EDQ en tant que ministre d'État et ministre de l’Intérieur et de l’Aménagement du territoire), qui faisait part de sa volonté que dans 2 ans plus personne ne soit obligé de dormir à la rue, Christine Boutin propose le 25 novembre une réflexion sur un hébergement obligatoire des SDF en dessous d'une température seuil. François Fillon désapprouve rapidement sa ministre, mais une polémique s'est créée sur le sens de cette initiative (est-ce la solution promise?), sa pertinence (Xavier Emmanuelli fait remarquer que les maraudes du SAMU social le pratiquent déjà avec expérience dans les cas relevant de l'assistance à personne en danger) et sur l'évolution-même des conditions de l'accueil de nuit (hébergement d'urgence) toujours critiquées par les usagers et second fer de lance du mouvement Don Quichotte après la loi DALO.
Le 27 décembre 2008, Augustin Legrand annonce à la suite des constats du collectif des associations unies que les rapports (7, dont le rapport Pinte) sont restés lettre morte, que leurs préconisations n'ont pas été engagées par le gouvernement (ou alors partiellement pour certaines) et que le budget logement et hébergement pour l'année 2009 est en baisse, qu'il va réorganiser une action d'envergure dans les 2 mois à venir.

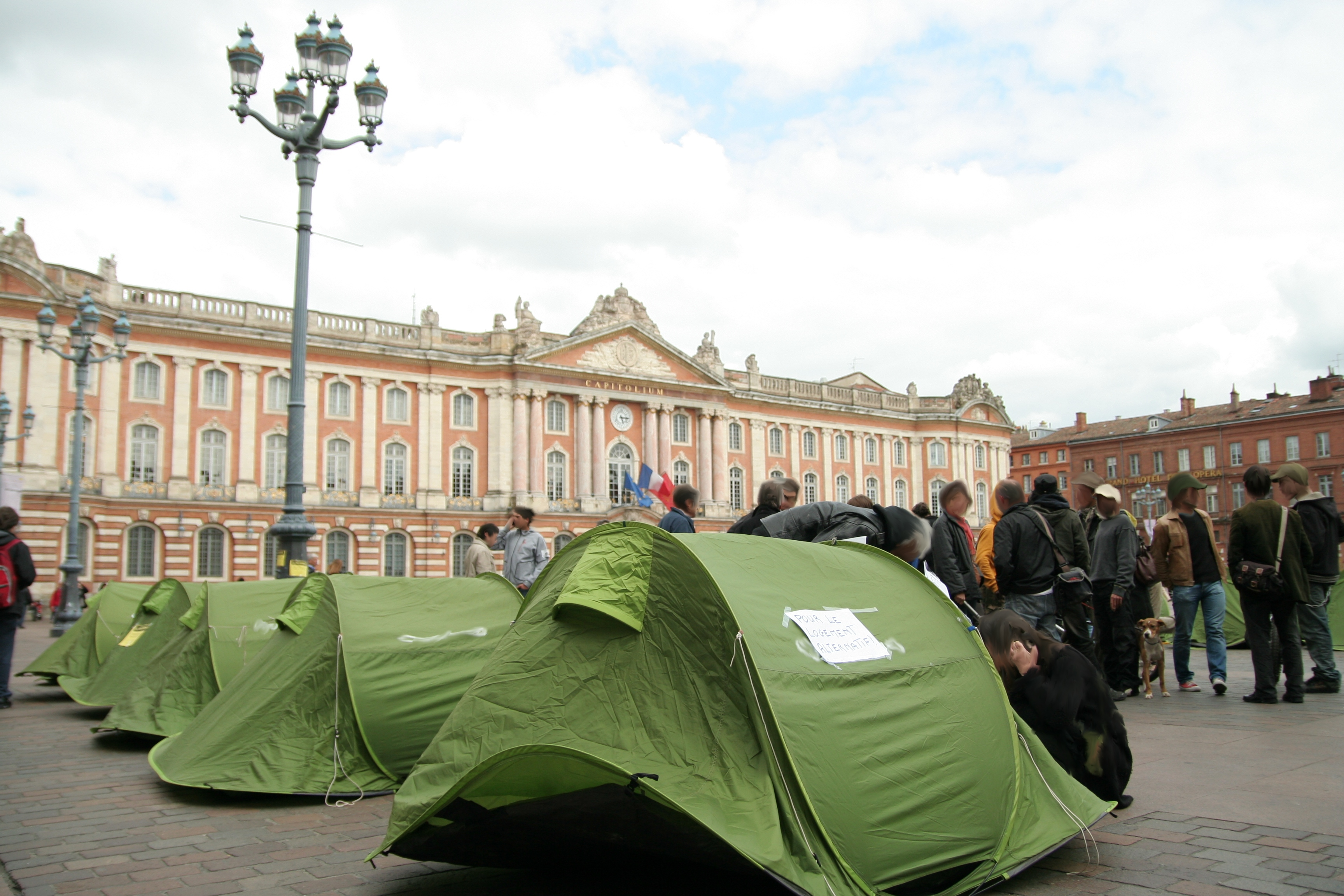
Tentes installées en mai 2009 place du Capitole à Toulouse.

L'Acte 2 des Enfants de Don Quichotte est lancé le 15 mars 2009. Le site internet  a pour l'occasion été entièrement refait et se veut plus interactif et plus fourni que la première version, ceci de manière à mieux communiquer, informer mais aussi permettre de créer du lien par participation aux articles, aux vidéo et aux réactions. L'Acte 2  se caractérise par une reprise de la tournée de l'équipe de l'association à travers la France et en Bus entre le 15 mars et le 15 mai 2009. Dans chaque ville de son passage, des campements provisoires doivent être créés le temps de quelques nuits. C'est à nouveau l'occasion de projeter le film et de mettre en place des rencontres entre associations et citoyens tout en faisant l'état des lieux du mal-logement en France. Les Enfants de Don Quichotte annoncent qu'à l'issue de cette tournée, des campements permanents pourraient être montés si le gouvernement refuse toujours la mise en œuvre des consignes globales contenues dans les rapports et attendues par le collectif d'associations unies.
Le 23 avril 2009, un campement de plus d'une vingtaine de tentes est installé quai Sturm à Strasbourg en marge de la tournée nationale. Le 25 avril, les forces de l'ordre arrivent vers 5h30 du matin pour le faire évacuer, le président des Enfants de Don Quichotte-Strasbourg Alexandre Glardon menace alors de se pendre si le campement est évacué. Finalement, la police n'est pas intervenue. Mais dans la nuit du 27 au 28 avril et selon les témoignages, les forces de l'ordre sont arrivées en force vers 0h15 sur le campement : pour l'occasion, il y avait la BAC, les CRS et le GIPN. Durant cette intervention, les campeurs témoignent avoir été victimes de violences policières (coups, insultes et tirs de Taser), plusieurs plaintes ont été déposées. De manière isolée, la maîtrise vigoureuse d'Alexandre Glordon aurait cependant répondu à des précautions particulières des policiers face à une menace de passage à l'acte suicidaire ou de mise en danger de sa propre personne.
La tournée de l'acte 2 des Enfants de Don Quichotte rejoint Paris quelques jours avant le 15 mai 2009 dans un mouvement qui se veut national. Des villes comme Lyon, Caen, Toulouse, Avignon ou encore Strasbourg remontent ce même jour des « campements citoyens » après avoir accueilli les campements provisoires durant la tournée qui permettait de mobiliser les individus pour cette date. L'impact et la couverture médiatique seront cependant faibles au niveau national pour ce dernier évènement en commun et la plupart des campements seront évacués rapidement et avec discrétion par les forces de l'ordre tout comme celui de Paris. La tournée, qui ne déplore en revanche aucune évacuation, aurait malgré tout permis de rencontrer au niveau local plusieurs antennes d'associations participant à l'action contre le mal logement et la précarité (Les Restos du Cœur, soupes populaires) ainsi que de sensibiliser l'opinion publique en allant à sa rencontre (étudiants, passants, militants syndicaux, dédicace de concerts comme ceux des Fatals Picards) et en provocants des évènements couverts par la presse et les médias locaux.

## Hiver 2009-2010
Le film Enfants de Don Quichotte (Acte 1) est diffusé pour la première fois à la télévision le 17 octobre 2009 sur la chaine Canal+. Le documentaire couvre la première année d'action de l'association.
En janvier 2010, Augustin Legrand s'engage avec d'autres acteurs des associations unis dans l'aide aux personnes évacuées d'un campement de jeunes réfugiés afghans se trouvant tout près des restes (quelques tentes y subsistent) du campement parisien des Enfants de Don Quichotte au quai de Jemappes sur le Canal Saint-Martin. Plusieurs personnalités comme Jane Birkin ou Carole Bouquet, ainsi que des grands patrons comme François-Henri Pinault ont participé à ce soutien qui consistait à donner primordialement un toit d'urgence dans les locaux de l'ancien hôpital Saint-Lazare et à régulariser les titres de séjour avant de trouver des solutions migratoires ou d'accueil adaptées (comme l'aide au retour sécurisé ou la protection prolongée des personnes et des familles). En juillet l'évacuation d'un second campement afghan à proximité des mêmes lieux se fera sans médiatisation mais aurait montré une certaine coopération entre les instances associatives et les pouvoirs publics (élaboration systématique des demandes d'asile, solutions d'hébergement adaptées et accompagnées, reconduite sécurisée et valorisée des ressortissants volontaires, prévention globale de la précarisation).
L'organisation de projection-débat se fait toujours en compagnie d'Augustin Legrand ou parfois de remplaçants à travers la France. Certaines interventions d'information ont pu se faire dans les écoles de travail social comme à l'IESTS de Nice. D'autres collectifs EDQ comme celui de Toulouse continuent de diffuser les revendications et les actions locales de terrain en lien avec l'action des Enfants de Don Quichotte et celle des associations-unis.

## Hiver 2010-2011
Les 31 associations du collectif des associations-unis décident de passer à nouveau ensemble à l'action en remontant des tentes sur le pont des Arts le 5 novembre 2010. Cette fois-ci aucun SDF n'est sollicité à venir camper, mais ce sont les responsables des associations qui occupent les 31 tentes afin de dénoncer une action politique jugée « bien trop faible » avec des budgets en baisse, et continuer à mobiliser les consciences. Ils reçoivent le soutien du député Étienne Pinte et Bertrand Delanoë avait reçu les associations avant leur action.
Cependant, dès le lendemain la police démonte le campement alors qu'au même moment un rendez-vous est proposé par le conseiller social de François Fillon afin de rencontrer le Premier ministre une semaine plus tard.

## Culture populaire
La chanson Canal St Martin, parue sur l'album Le sens de la gravité du groupe Fatals Picards, rend hommage à l'association.